# Melanochromis xanthodigma
Melanochromis xanthodigma là một loài cá thuộc họ Cichlidae. Nó là loài đặc hữu của bờ biển phía đông của Lake Malawi, phía đông châu Phi.